# On the Way to Wonderland
On the Way to Wonderland – debiutancki album studyjny fińskiej grupy muzycznej Sunrise Avenue.

## Personel
- Jukka Backlund – aranżacje, instrumenty klawiszowe, wokal wspierający, produkcja, miksowanie
- Thomas Eberger – mastering
- Björn Engelmann (Cutting Room Studios) – mastering
- Samu Haber – gitara, aranżacje, śpiew
- Ville Juurikkala – fotografie
- Sami Osala – aranżacje, perkusja
- Raul Ruutu – gitara basowa, aranżacje, wokal wspierający
- Janne Kärkkäinen – gitara, wokal wspierający

## Lista utworów
1. „Choose to Be Me” – 4:10
2. „Forever Yours” – 3:22
3. „All Because of You” – 3:48
4. „Fairytale Gone Bad” – 3:25
5. „Diamonds” – 3:14
6. „Heal Me” – 4:23
7. „It Ain't the Way” – 3:22
8. „Make it Go Away” – 3:38
9. „Destiny” – 2:58
10. „Sunny Day” – 3:53
11. „Only” – 3:44
12. „Into the Blue” – 5:29
13. „Romeo” – 4:03
14. „Fight 'Til Dying” – 3:16
15. „Wonderland” – 5:40

### Bonusowe utwory w specjalnej edycji albumu
1. Forever Yours (Nightliner Mix)
2. Fairytale Gone Bad (Acoustic Version)
3. Forever Yours (Acoustic Version)
4. Nasty (Acoustic Bonus)

## Notowania na listach przebojów
On the Way to Wonderland:
| End of year chart (2007) | Miejsce |
| ------------------------ | ------- |
| German Albums Chart      | 32      |

"Fairytale Gone Bad":
| End of year Chart (2007) | Miejsce |
| ------------------------ | ------- |
| German Singles Chart     | 18      |

## Wyróżnienia
On the Way to Wonderland:
| Kraj                                                                   | Wyróżnienie     | Sprzedaż |
| ---------------------------------------------------------------------- | --------------- | -------- |
| Niemcy (BVMI)                                                          | platynowa płyta | 200 000  |
| Grecja (IFPI Greece)                                                   | złota płyta     | 7500     |
| dane o sprzedaży oparte wyłącznie na kryteriach odpowiednich wyróżnień |                 |          |

"Fairytale Gone Bad":
| Kraj                                                                   | Wyróżnienie | Sprzedaż |
| ---------------------------------------------------------------------- | ----------- | -------- |
| Niemcy (BVMI)                                                          | złota płyta | 150 000  |
| dane o sprzedaży oparte wyłącznie na kryteriach odpowiednich wyróżnień |             |          |